# Sempu (Java)
Pour les articles homonymes, voir Sempu.
Sempu est une île située à 800 mètres de la côte sud de la province indonésienne de Java oriental, à environ 70 km au sud de la ville de Malang. L'île fait 3,9 km de long sur 3,6 km de large. Sa topographie consiste en grande partie en collines dont l'altitude va de 50 à 100 mètres. Son littoral est essentiellement constitué de falaises calcaires caractéristiques de la façade de l'île de Java sur l'océan Indien.
Administrativement, l'île fait partie du kabupaten de Malang.
On accède à Sempu depuis le village de Sendang Biru, le plus important port de pêche de la côte sud de Java.

## Environnement et tourisme
Inhabitée, Sempu est une réserve naturelle. La faune consiste en 12 espèces de mammifères, 36 d'oiseaux et 3 de reptiles. On y trouve notamment des cerfs, des singes, des sangliers et des panthères.
On trouve une grotte naturelle à 2,5 kilomètres de la plage de Teluk Sumber ("la baie aux sources"). Située à 25 mètres au-dessus du niveau de la mer, elle possède des sources d'eau douce, d'où le nom du lieu. La grotte a 20 mètres de long et 3 mètres de large. Sur la côte sud plus escarpée se trouvent des grottes qui abritent des hirondelles de mer.
Sempu possède deux lacs, Lele et Segara Anakan, que l'on peut gagner à pied depuis la baie de Teluk Semut ("la baie aux fourmis"). Sur le chemin de Lele se trouvent la baie de Teluk Waru et la plage de Pasir Putih ("sable blanc"), qui est le point de débarquement sur Sempu et un endroit d'où l'on peut contempler l'activité des pêcheurs sur Java.

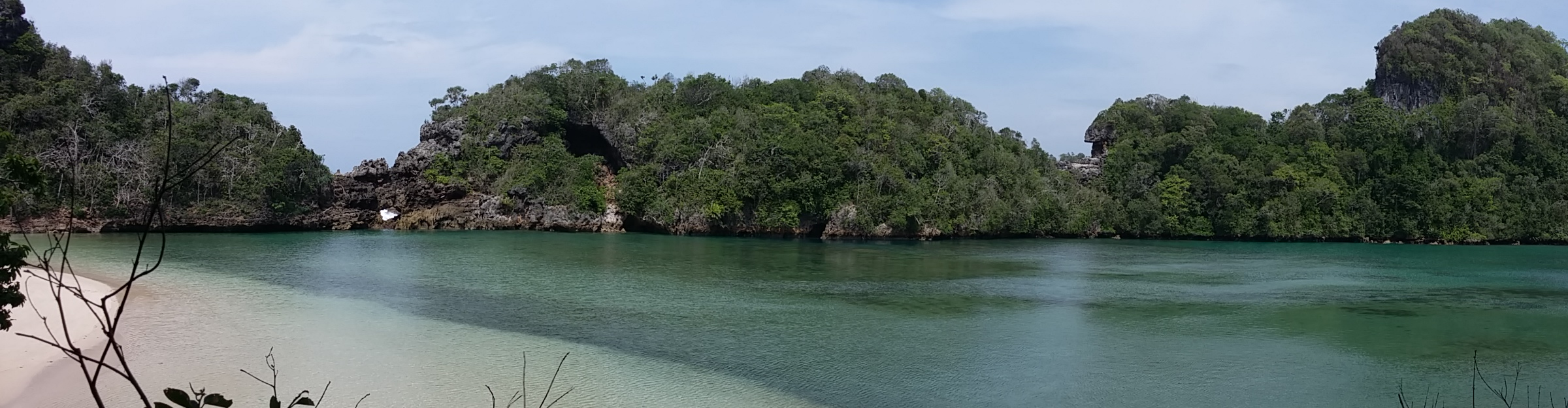
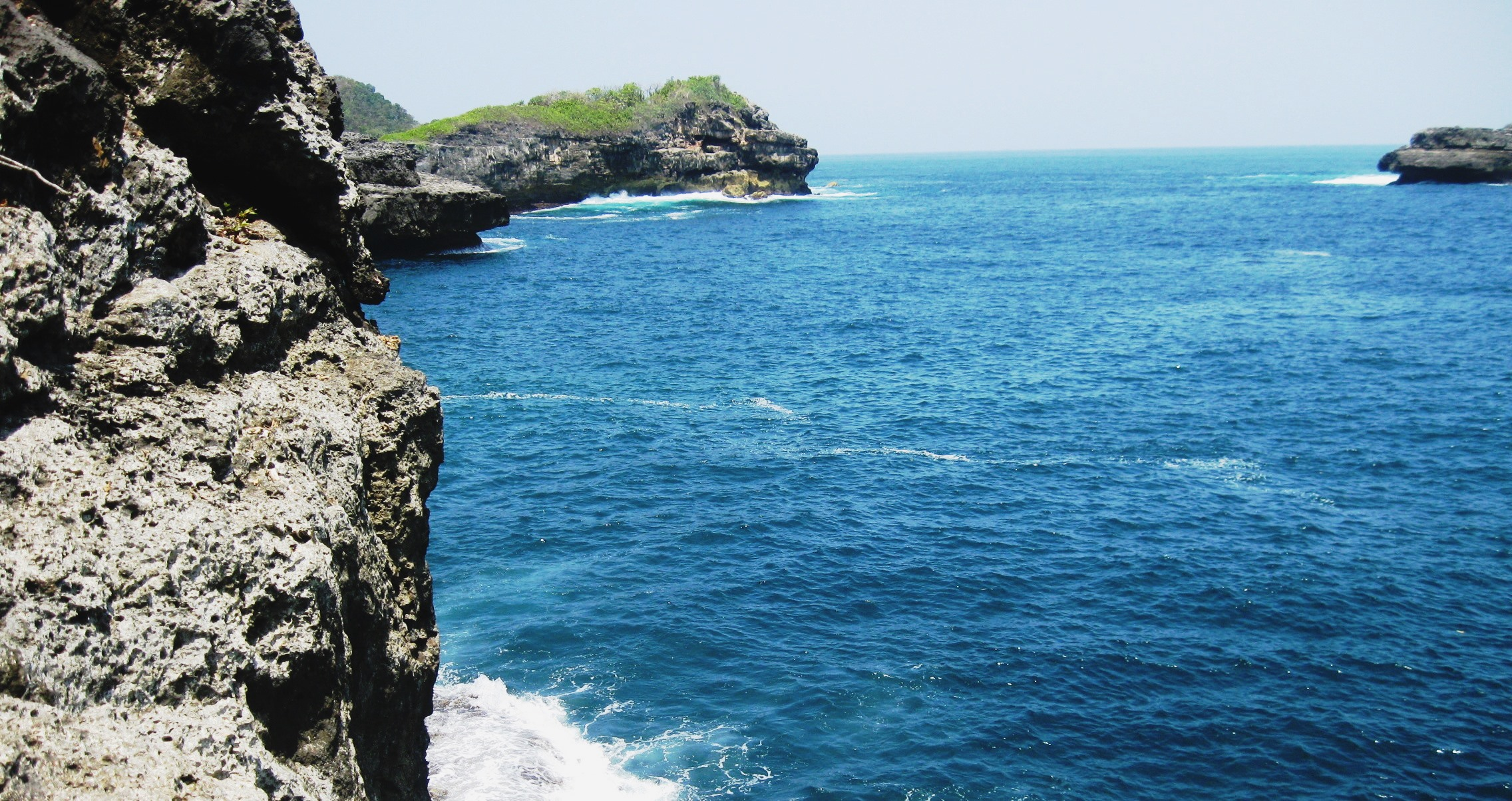
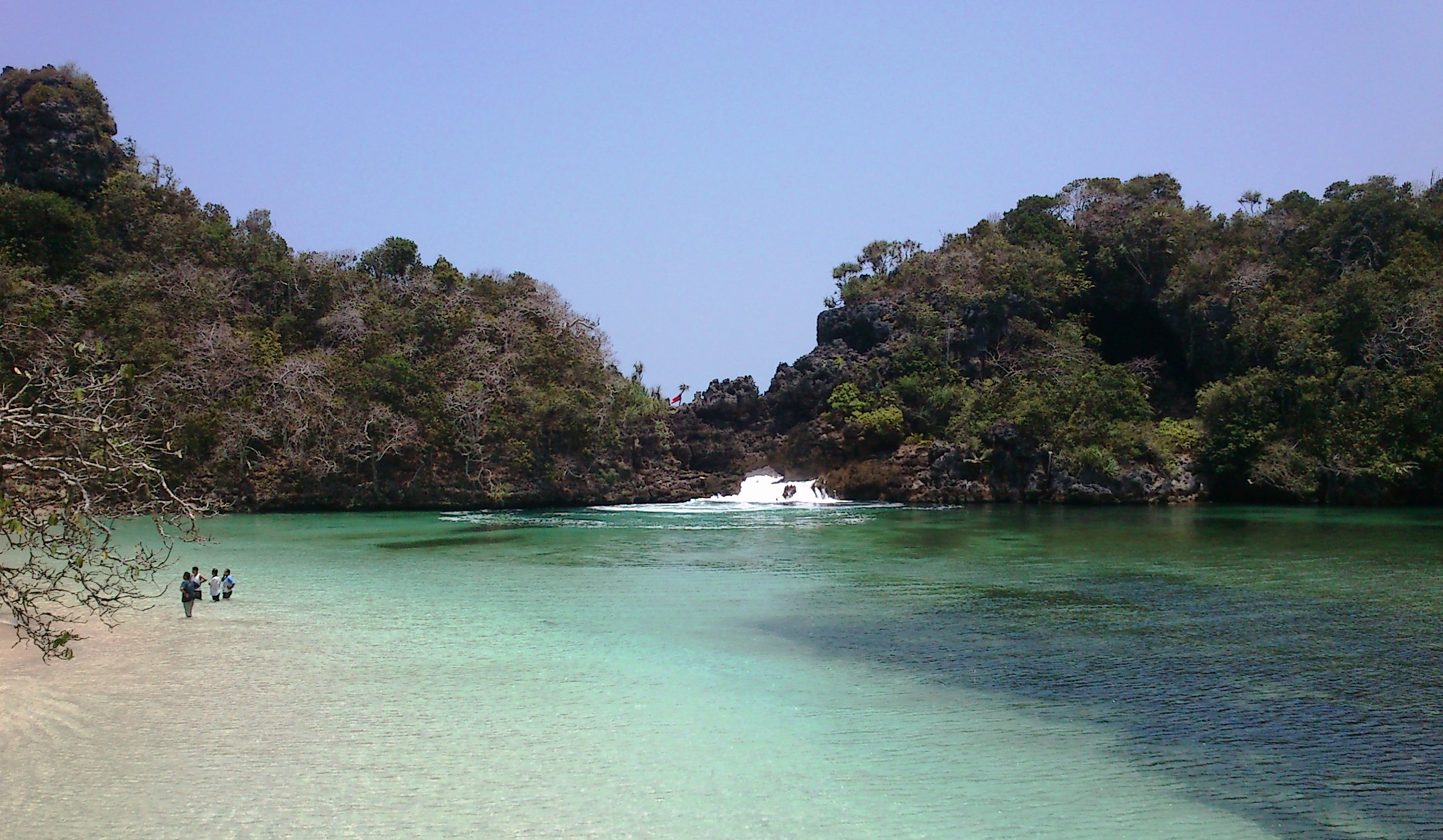
Un des deux lacs de Sempu